# Chris Norman
Chris Norman er en rock/pop-sanger og guitarist fra Storbritannien.

## Diskografi
- Some hearts are diamonds (1986)
- Different shades (1987)
- Break the ice (1989)
- Interchange (1991)
- Man With The Wooden Flute (1992)
- The growing years (1992)
- The album (1993)
- Reflections (1995)
- Full circle (1999)
- Handmade (2003)
- Time Traveller (2011)